# Coinco
Coinco é uma comuna da província de Cachapoal, localizada na Região de O'Higgins, Chile. Possui uma área de 98,2 km² e uma população de 6.385 habitantes (2002).